# Lee Yoo-hyung
Lee Yoo-hyung (kor. 이유형, 李裕灐; * 21. Januar 1911 in Sincheon, damaliges Japanisches Kaiserreich, heutiges Nordkorea; † 29. Januar 2003 in Seoul, Südkorea) war ein südkoreanischer Fußballspieler.

## Nationalmannschaft
1940 debütierte Lee für die japanische Fußballnationalmannschaft.